# Diacrisia
Diacrisia is een geslacht van nachtvlinders uit de familie van de spinneruilen (Erebidae), onderfamilie beervlinders (Arctiinae).

## De soorten
- Diacrisia sannio - Linnaeus, 1758
- Diacrisia irene - Butler, 1881
- Diacrisia aurapsa - Swinhoe, 1905
- Diacrisia echo - Rothschild, 1910
- Diacrisia porthesioides - Rothschild, 1910